# D'Mitrik Trice
Pour les articles homonymes, voir Trice.
D'Mitrik Trice, né le 2 mai 1996 à Huber Heights, en Ohio, est un joueur américain de basket-ball évoluant au poste de meneur.

## Biographie

### Carrière universitaire
Entre 2016 et 2021, il joue pour les Badgers du Wisconsin à l'université du Wisconsin.

### Carrière professionnelle

#### Provence Basket (sept. - déc. 2021)
Le 29 juillet 2021, automatiquement éligible à la draft 2018 de la NBA, il n'est pas sélectionné.
Durant l'été 2021, il participe à la NBA Summer League de Las Vegas avec les Bucks de Milwaukee.
Le 15 septembre 2021, il signe son premier contrat professionnel avec l'équipe française de Provence Basket.
Le 14 décembre 2021, son contrat est rompu du fait de performances décevantes.

#### Śląsk Wrocław (fév. - juin 2022)
Le 9 février 2022, il signe avec l'équipe polonaise du Śląsk Wrocław où il rejoint son frère Travis.

#### ZTE KK (2022-2023)
Le 22 juin 2022, il signe avec le club hongrois du ZTE KK (en).

## Palmarès

### Universitaire
- 2× Third-team All-Big Ten – Coaches en 2020 et 2021
- Third-team All-Big Ten – Media en 2021

### En club
- Champion de Pologne en 2022

## Statistiques

### Universitaires
Les statistiques de D'Mitrik Trice en matchs universitaires sont les suivantes :
| Saison    | Équipe    | Matchs | Titul. | Min./m | % Tir | % 3pts | % LF | Rbds/m. | Pass/m. | Int/m. | Ctr/m. | Pts/m. |
| --------- | --------- | ------ | ------ | ------ | ----- | ------ | ---- | ------- | ------- | ------ | ------ | ------ |
| 2016-2017 | Wisconsin | 37     | 2      | 18,3   | 38,0  | 41,8   | 78,9 | 1,86    | 1,70    | 0,54   | 0,08   | 5,62   |
| 2017-2018 | Wisconsin | 10     | 10     | 31,5   | 38,0  | 30,0   | 70,6 | 2,00    | 2,30    | 0,60   | 0,10   | 9,40   |
| 2018-2019 | Wisconsin | 34     | 34     | 32,5   | 38,4  | 39,0   | 75,0 | 2,76    | 2,65    | 0,88   | 0,03   | 11,56  |
| 2019-2020 | Wisconsin | 31     | 31     | 32,2   | 38,0  | 37,6   | 74,5 | 4,03    | 4,23    | 0,77   | 0,13   | 9,84   |
| 2020-2021 | Wisconsin | 31     | 31     | 33,3   | 41,0  | 37,3   | 79,2 | 3,39    | 3,97    | 0,84   | 0,03   | 13,87  |
| Carrière  | Carrière  | 143    | 108    | 28,9   | 39,0  | 38,1   | 76,7 | 2,89    | 3,01    | 0,74   | 0,07   | 10,00  |

## Vie privée
Trice est le fils de Travis Trice Sr. qui a joué deux ans au basket-ball à Purdue et Butler. Son frère, Travis, est également basketteur professionnel.